# Therrien (Re)
Pour les articles homonymes, voir Therrien.
Therrien (Re) est un arrêt de principe de la Cour suprême du Canada rendu en 2001 sur l'indépendance judiciaire. 

## Les faits
Dans les années 1970, Richard Therrien a été reconnu coupable d'avoir aidé quatre membres du Front de libération du Québec lors de la crise d'octobre. Une fois libéré, il a étudié le droit et a finalement été gracié. Des années plus tard, il a posé sa candidature à un poste à la magistrature québécoise en tant que juge. Dans le cadre de sa demande, il a divulgué son casier judiciaire et son pardon. Il a été rejeté sur la base de cette histoire. Plus tard, il a de nouveau postulé, cette fois il n'a pas révélé ses antécédents criminels et a été accepté. Une fois que le comité a découvert l'existence d'antécédents criminels, il a demandé au ministre de la Justice de déposer une plainte auprès du Conseil de la magistrature du Québec. Le Conseil jugea la plainte fondée et recommanda sa destitution.
Therrien a demandé le contrôle judiciaire de la décision du Conseil et a contesté la constitutionnalité du processus de révocation en vertu de la Loi sur les tribunaux judiciaires. Le ministre de la Justice a demandé le rejet des demandes de Therrien. La Cour d'appel du Québec a rejeté la demande de révision de Therrien.

## Jugement de la Cour suprême
Le juge Gonthier, écrivant au nom d'une Cour unanime, a rejeté l'appel de Therrien.
Gonthier a rejeté le premier argument de Therrien selon lequel la Cour d'appel et la Cour suprême n'avaient pas compétence en la matière. L'article 95 de la Loi sur les tribunaux judiciaires accordait clairement aux tribunaux le droit de réviser les décisions du comité d'enquête.
Gonthier s'est demandé si l'article 95 de la Loi sur les tribunaux judiciaires, qui établissait les exigences de révocation d'un juge, violait le principe constitutionnel de l'indépendance judiciaire garanti par le préambule de la Loi constitutionnelle de 1867. Il a conclu que l'indépendance judiciaire ne s'étendait pas jusqu'à exiger que toute révocation d'un juge implique une adresse parlementaire et donc l'article 95 était constitutionnel.